# Panzerkampfwagen VIII Maus
Pour les articles homonymes, voir Panzerkampfwagen et Maus (homonymie).
Le Panzerkampfwagen VIII Maus (« souris » en allemand) est un char allemand de la Seconde Guerre mondiale. Il est le char le plus lourd jamais développé jusqu'au stade de prototype, état où il est resté.
Le projet mené par Ferdinand Porsche est présenté à Hitler en juin 1942. Le premier prototype fut prêt en 1943 sous le nom de « Mammut » puis devint finalement « Maus » en février 1943, avant que le projet soit abandonné.

## Histoire
En novembre 1941, le Waffenamt, le service chargé du développement des armes de l’armée allemande, avait rédigé des spécifications pour un char de 70 t, dont le développement fut confié à Krupp en février 1942, donnant naissance au Panzerkampfwagen VII Löwe. Hitler fut impressionné par ce projet et confia dès mars 1942 à la même entreprise le soin de développer un char de 100 t avant le printemps 1943. Dans un premier temps, les ingénieurs de Krupp proposèrent un projet de 90 t, mais Hitler se montra intraitable : il était convaincu que les Soviétiques allaient bientôt mettre en service des chars plus lourds que ce qu’ils avaient eu jusqu’alors et qu’un char de 100 t était indispensable pour les contrer.
À la fin du mois de mars 1942, Porsche reçut également, en concurrence donc avec Krupp, un contrat pour le développement d’un char de 100 t, et les plans de ce véhicule, baptisé Mauschen (« petite souris ») furent approuvés en juin. La conception de la tourelle resta toutefois entièrement entre les mains de Krupp, qui reçut le contrat le 17 juillet 1942. Hitler trancha définitivement au moment de lancer la phase de production en janvier 1943 : les plans de Porsche seraient retenus pour le châssis, avec la tourelle de Krupp, tandis que l’assemblage serait réalisé par l’entreprise Alkett ; six prototypes devaient être réalisés puis cent trente-cinq véhicules, au rythme de dix unités par mois. Le châssis conçu par Krupp fut toutefois réutilisé pour la conception de l’E-100 ou Tiger Maus. À cette date fut également choisi l’armement principal, qui avait fait l’objet de nombreuses hésitations dans les mois précédents : ce serait un canon de 128 mm, mais la tourelle devait être compatible avec un canon de 150 mm pour de futurs développements.
Le projet subit un premier coup dans la nuit du 5 au 6 mars 1943, quand un bombardement de la RAF visa les installations de Krupp à Essen et entraîna la destruction de tous les plans de la tourelle, ainsi que de la maquette en bois de celle-ci. Une autre maquette, du char complet et à taille réelle, fut présentée à Hitler le 13 mars 1943, mais il ne fut pas possible de lancer la production en mai comme il l’avait exigé, et celle-ci fut repoussée à septembre, quatre unités devant être livrées avant la fin de l’année. Si ce planning était initialement tenable pour le châssis, il ne l’était en revanche pas pour la tourelle du fait des problèmes de Krupp, et les prévisions pour la livraison de la première tourelle glissèrent progressivement d’octobre à décembre.
Un second raid aérien début août sonna le glas du projet : deux châssis purent être sauvés des ruines et il restait des composants pour trente autres, mais, une fois de plus, la majeure partie des composants et des ateliers de production de la tourelle avaient été détruits et seule une pouvait encore être assemblée dans un délai raisonnable. Finalement, Krupp ayant estimé qu’il faudrait jusqu’à huit mois pour relancer la production, l’armée décida d’abandonner le projet le 27 octobre 1943 : seuls les deux châssis et la tourelle restante devaient être complétés et envoyés à Alkett pour l’assemblage final. Un premier châssis y arriva le 26 septembre 1943 et fut terminé à la fin de l’année puis envoyé au terrain d’essai de Böblingen en janvier 1944.
Ce premier véhicule n’ayant pas de tourelle, un simulateur de même forme, taille et masse fut installé à la place afin de pouvoir conduire les essais dans les conditions les plus proches de la réalité. Les premiers essais de mobilité se passèrent assez bien, malgré une certaine tendance du char à s’enfoncer dans le sol : en une occasion, l’équipage s’engagea par erreur dans une zone humide et le véhicule se retrouva embourbé sur la moitié de la hauteur du châssis, nécessitant des travaux de terrassement intensifs pour le dégager. La poursuite des essais révéla toutefois rapidement des défauts majeurs de motricité. Tout d’abord au niveau des chenilles, le modèle plat initialement prévu manquant de capacité de traction ; leur poids les rendaient par ailleurs difficiles à manipuler et le remplacement d’un segment prenait en moyenne huit heures de travail exténuant aux six membres d’équipage. Ensuite, la consommation de carburant, établie à 35 l/km, était colossale et bien au-dessus de ce qui avait été estimé.
L’assemblage final du second véhicule eut lieu directement à Böblingen en juin 1944, Alkett s’étant déchargé de cette tâche dès mars 1944. Les essais réalisés sur ce prototype complet montrèrent d’autres problèmes, en particulier que la rotation de la tourelle n’était pas possible sur une pente de 10 % : le moteur électrique affecté à cette tâche ne parvenait pas à délivrer suffisamment d’énergie, tandis qu’en manuel il fallait exercer une force de plus de 30 kg sur la manivelle pour faire bouger la tourelle.

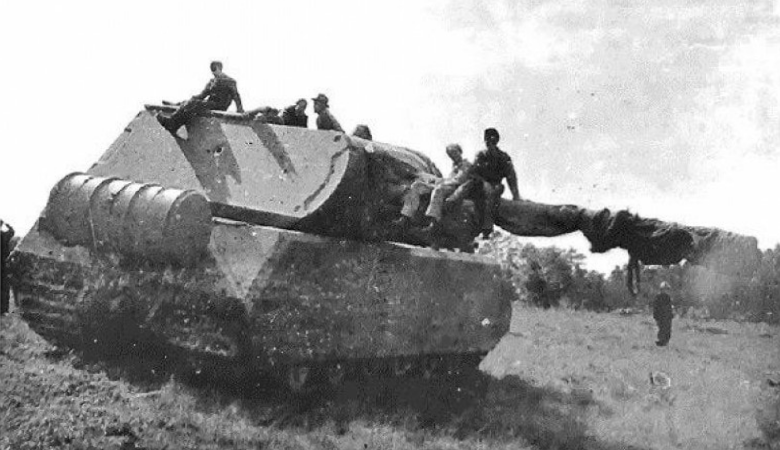
Prototype Panzerkampfwagen VIII V2, test en Juin/Juillet 1944

Un autre problème de ce char est qu'il utilise beaucoup de cuivre pour sa construction, un matériau devenu très couteux à cause de la pénurie.
Tout travail sur le projet fut arrêté le 19 novembre 1944 et les deux véhicules furent envoyés à Kummersdorf pour y être stockés. À l’approche de l’Armée rouge en avril 1945, les Allemands les détruisirent à l’explosif avant de se replier. Les Soviétiques récupèrent les restes qu’ils expédièrent au terrain d’essai de Koubinka, puis la tourelle fut placée sur le premier châssis et l’ensemble est désormais exposé au musée des Blindés de Koubinka.

## Caractéristiques

### Motricité

#### Motorisation
La propulsion du Maus était assurée par un système hybride constitué de deux moteurs électriques, eux-mêmes alimentés par le biais d’un générateur couplé au moteur principal, qui fonctionnait à l’essence ou Diesel, selon les versions. Dans un premier projet, daté du 5 octobre 1942, Porsche proposait deux moteurs Diesel : soit un Daimler-Benz de 44,5 L et 12 cylindres, refroidi à l’eau et développant 1 000 ch, soit un Porsche Type 205/2 de 41,5 L refroidi à l’air fournissant 780 ch. Par la suite, en novembre 1942, le choix se porta sur un Daimler-Benz DB 603, qui devait être produit dans une version spéciale, qui prit le nom de MB 509 et dont la puissance devait être augmentée à 1 500 ch (revue par la suite à 1 200 ch) par l’ajout d’un compresseur.
La position du moteur était inhabituelle, étant situé au milieu de la caisse, ce qui avait pour effet de séparer le conducteur, placé à l’avant, du reste de l’équipage installé dans la tourelle. Les moteurs électriques étaient eux positionnés directement sous la tourelle, à proximité des barbotins.

### Armement

#### Armement principal
L’armement principal envisagé évolua considérablement au fur et à mesure de l’avancée du projet. Initialement, en avril 1942, la tourelle devait être équipée d’un canon de 150 mm L/40, mais Krupp fut invité à tout de même étudier si un canon de 128 mm L/50 ne serait pas préférable. Au début du mois de juin 1942, il était désormais question d’un 150 mm L/37 ou d’un 105 mm L/70. Finalement, le premier contrat pour la conception de la tourelle attribué à Krupp le 25 juin 1942 précisait qu’elle devait être armée d’un canon 150 mm L/31 ; celui-ci devait être en mesure de tirer un projectile de 43,5 kg à une vitesse minimale de 750 m/s et à une distance de 16 km.

#### Armement secondaire
L’élément le plus proéminent de l’armement secondaire était un canon coaxial de 75 mm, qui fut envisagé dès juin 1942. Les spécifications initiales exigeaient une portée d’au moins 7 km et une longueur de tube de 24 calibres. Cette configuration évolua peu par la suite, si ce n’est que le tube fut rallongé à 31 calibres en décembre 1942 puis 36 en janvier 1943, afin d’éviter que la bouche se trouve directement au-dessus des prises d’air du moteur.
Une mitrailleuse MG-34 installée en proue fut initialement envisagée, mais finalement abandonnée au début de l’année 1943.

### Protection
Le blindage de la partie frontale du char présentait une inclinaison de 35 % par rapport à la verticale. Le blindage de la caisse était de 200 mm à l'avant et 160 mm à l'arrière. Celui de la tourelle était de 250 mm à l'avant, 200 mm à l'arrière et 60 mm sur le toit.

### Équipage
L'équipage était constitué de six Hommes : un conducteur et un opérateur radio prenant place dans la caisse, et le chef de char, le canonnier ainsi que les deux chargeurs dans la tourelle.

## Bilan
Comme pour le Tigre II, son principal problème de développement se situait dans la nécessité de trouver un moteur fiable et extrêmement puissant pour mouvoir une telle masse, ce qui explique sa faible vitesse de déplacement.
La mobilité stratégique de l'engin est médiocre et aurait demandé des moyens considérables. En effet, à cause de son poids, peu de ponts lui seraient ouverts, limitant ainsi ses actions ; on prévoyait de lui ajouter, comme pour les sous-marins ou les premiers exemplaires du Tiger I, des schnorkels afin de franchir des rivières en immersion.
La mobilité tactique quant à elle, aurait été déplorable : la vitesse de déplacement de l'engin et les limitations dues à ses dimensions aurait drastiquement réduit son champ d'action. De plus, il aurait été une cible facile pour les avions d'attaque au sol.
Ces problèmes auraient réduit au minimum ses fonctions offensives. Cela dit, le rôle de ce char n'est pas d'attaquer, ni même de contre-attaquer. En effet, en 1944, l'armée allemande est partout sur la défensive. Son rôle principal est donc de servir de forteresse mobile pour casser l'avance des armées soviétiques et d'économiser des divisions d'infanterie, qui sont alors en sous-effectifs. Intégré à un groupe de combat comprenant des Flakpanzer et des Panzer plus léger, il aurait pu être un môle de défense « mobile » capable de faire face à toutes les situations.
Le Maus du musée des Blindés de Koubinka en Russie, à 80 km à l'ouest de Moscou, est le fruit de l'assemblage après-guerre du châssis et de la tourelle des deux chars produits (la tourelle V2 montée sur la coque V1). Il est donc unique au monde. Situé au fond du hangar, derrière le mortier Karl, le char sera prochainement déplacé[évasif] pour rejoindre (avec toute la collection) le Patriot Park (en). Le hangar devra être démonté pour pouvoir le sortir.
Les traces de tir sont dues à des essais de munitions par les Soviétiques. Un marteau et une faucille ont été peints par les soldats allemands sur le côté droit pour tromper les Soviétiques. Le pochoir a été mis à l'envers.
Son prix était d'environ deux milliards de deutschemarks.

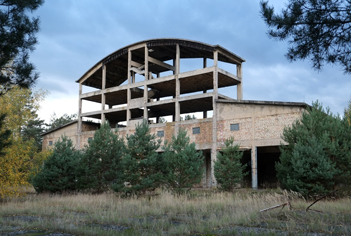
Kummersdorf-Gut, New Verskraft, Hall pour le Panzerkampfwagen VIII « Maus » (en 2013).

Il fut le tank le plus blindé de la Seconde Guerre mondiale[réf. nécessaire].

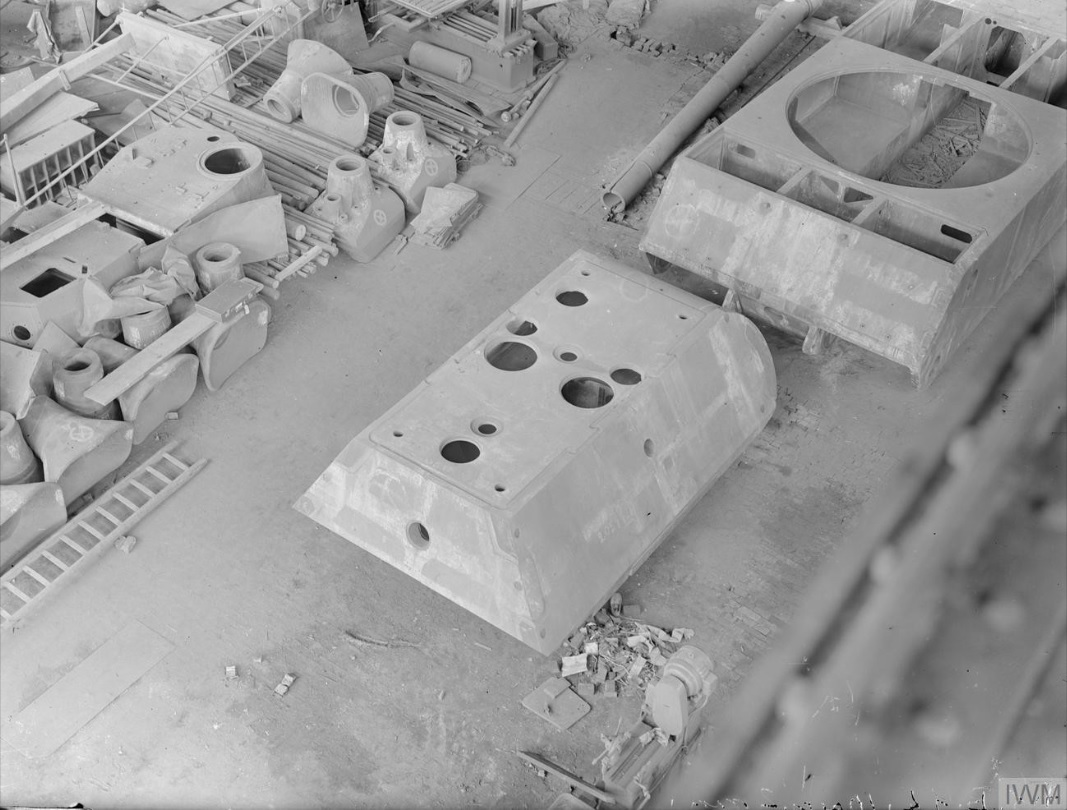
Cliché britannique d'une usine, pris après la capitulation nazie, montrant une tourelle et une caisse de Maus inachevées. On peut voir aussi plusieurs masques de canon lourd, sans doute destinés au Jagdtiger.
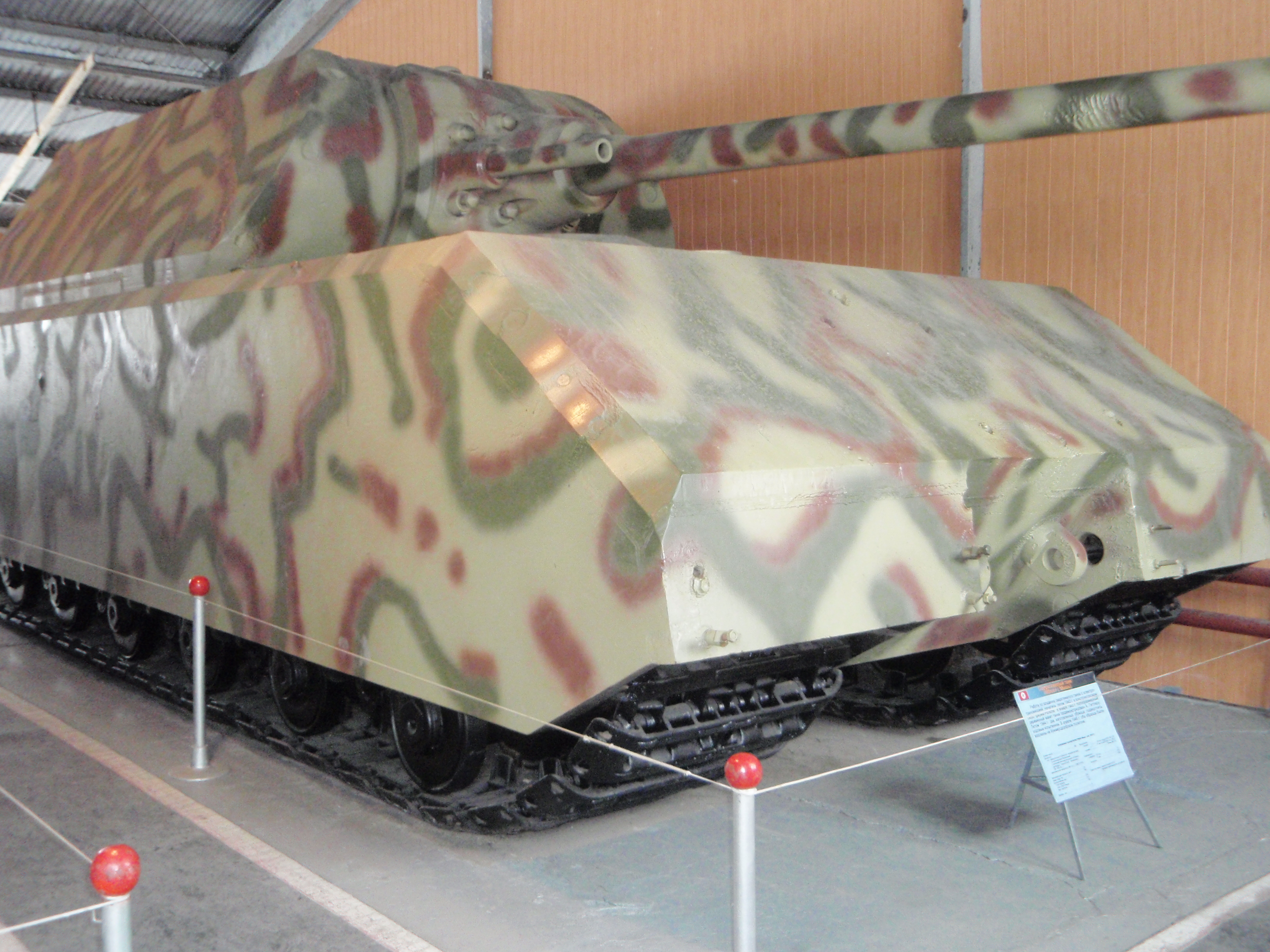
Le Panzer VIII du musée russe.
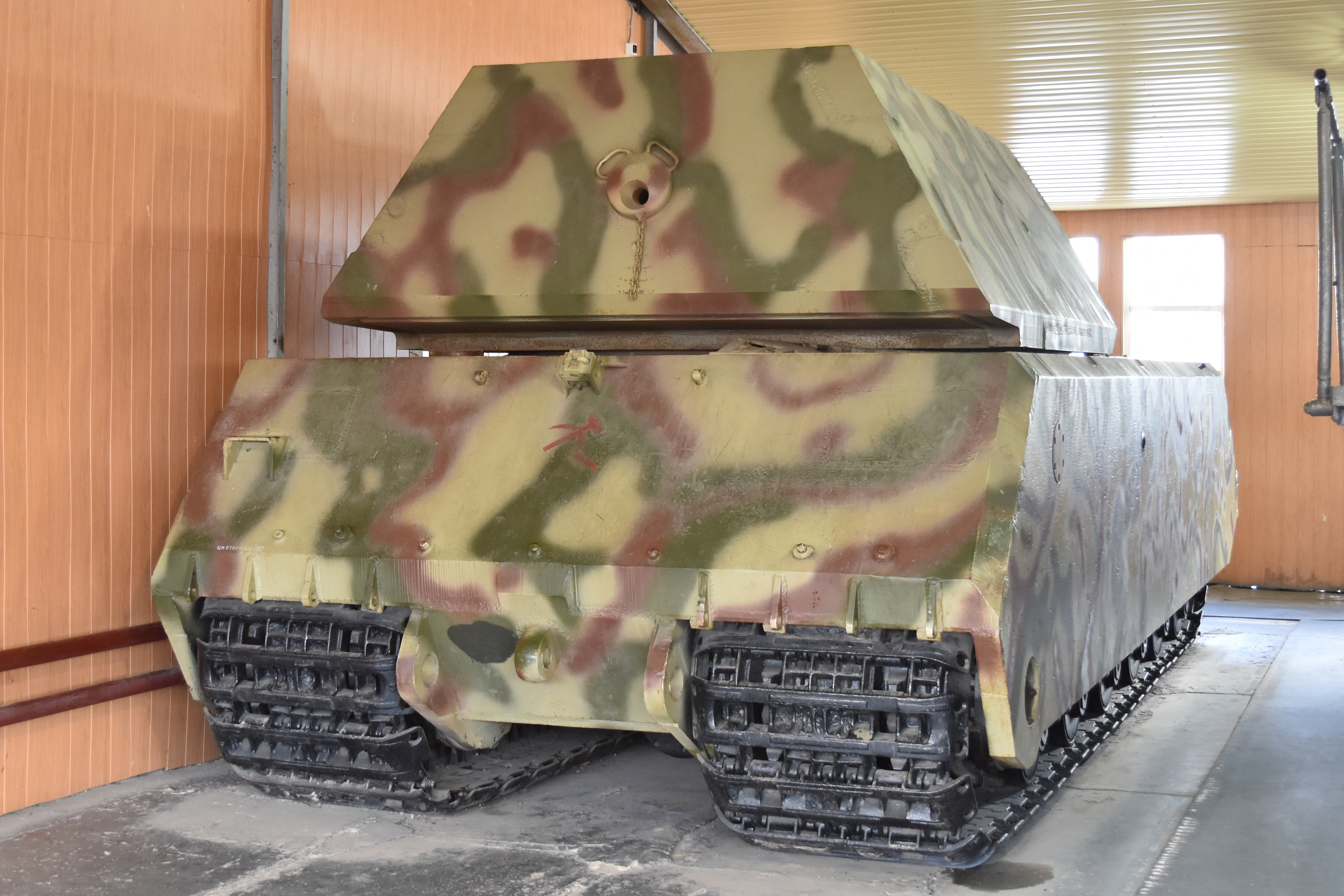
Vue arrière.
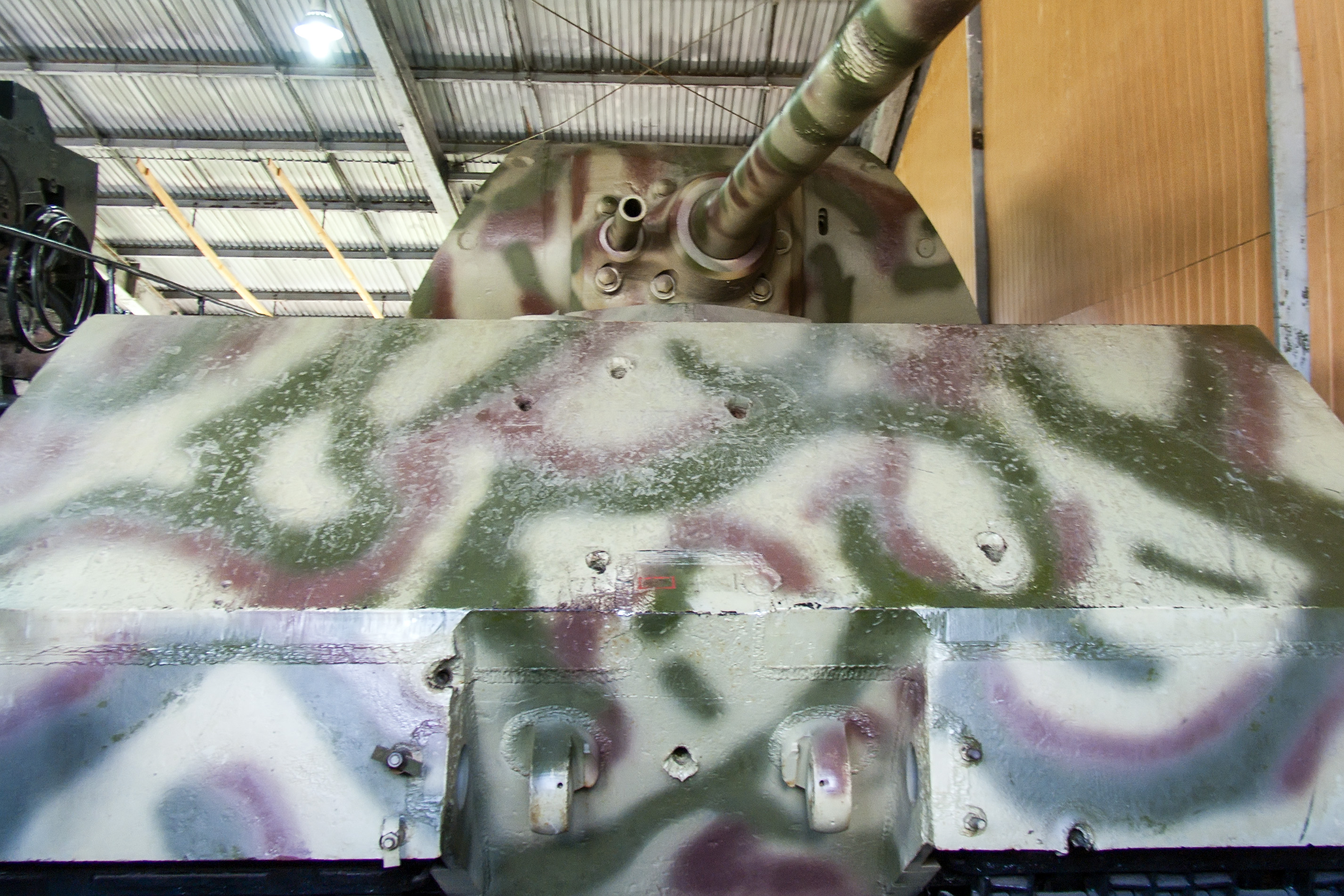
Face avant. Les impacts sur le glacis sont des tests effectués par les Soviétiques après la fin des hostilités.

## Dans la culture populaire

### Documentaires télévisés
- Tank XXL : 4e épisode de la série Nazi Mégastructures, sur National Geographic.

### Jeux vidéo
- Le Maus fait son apparition dans le jeu vidéo World of Tanks, en tant que char super-lourd de tier X, dans l'arbre technologique Allemand.
- Il fait également son apparition dans le jeu War Thunder, en tant que char super-lourd de tier V et un BR de 8.0 en bataille arcade et un BR de 7.7 en bataille réaliste (battle rating / cote de bataille) il est supprimé de l'arbre technologique lors de la mise à jour 1.91 car le char était trop puissant pour ses concurrents lors de la Seconde Guerre mondiale mais inutile face aux chars modernes misant sur la mobilité et la puissance de feu il est toutefois possible de l'obtenir lors de rares événements ou sur le marché.
- C'est un prototype de l'armée allemande dans le jeu R.U.S.E. Il est jouable en mode bataille après construction d'une base de prototype.
- On peut également le retrouver dans le jeu Company of heroes.

### Anime
- On le trouve également dans l'anime Girls und Panzer.